# Österby naturreservat

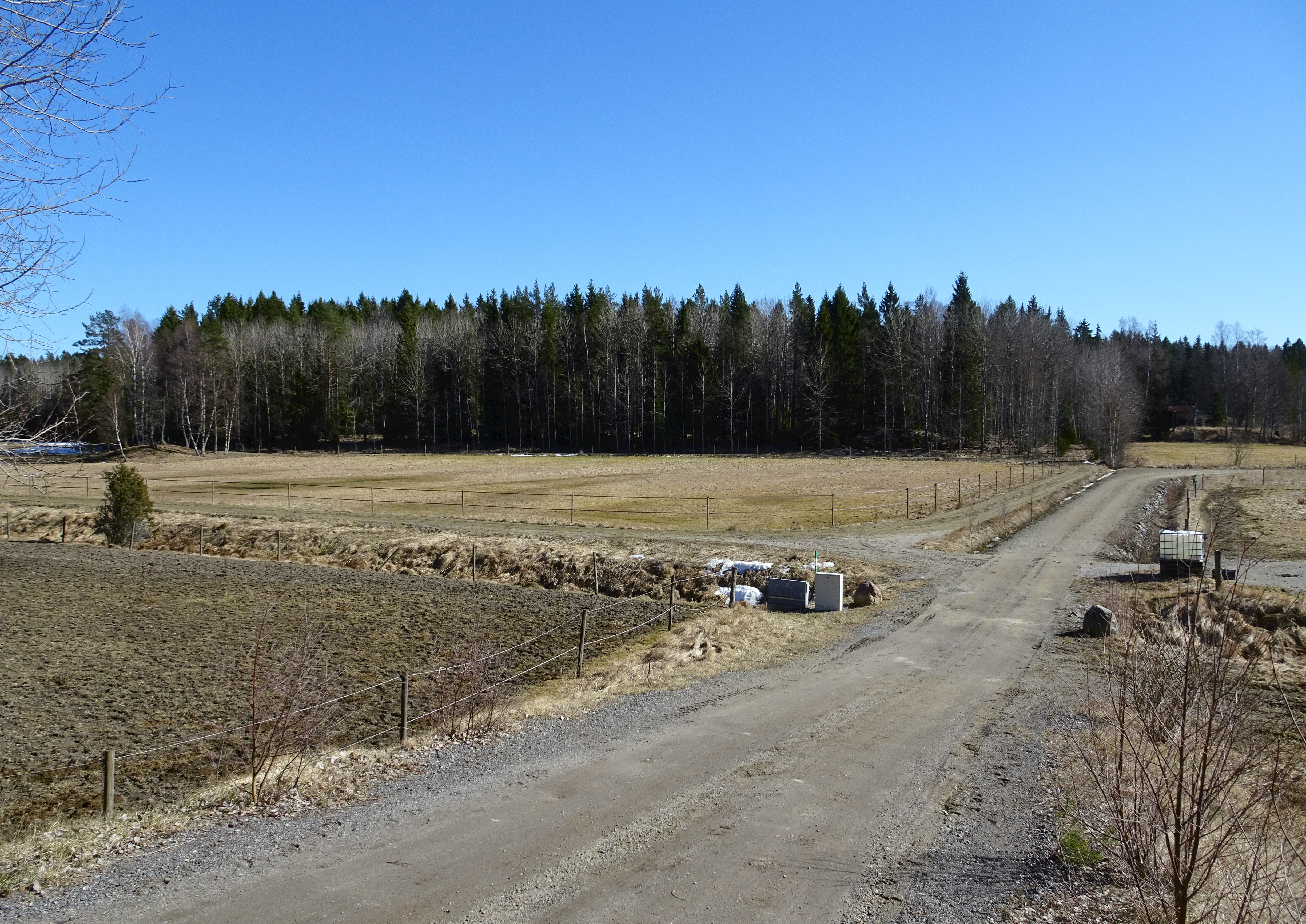
Österby naturreservat (skogsområdet i bakgrunden) sett från nordväst.

Österby naturreservat ligger i Sorunda socken i Nynäshamns kommun. Reservatet ligger längst i norr i kommunen, ungefär nio kilometer sydväst om Västerhaninge och knappt tre kilometer nordväst om Hemfosa. Reservatet, som omfattar en areal om 132 hektar bildades år 2006 och utvidgades år 2011. Marken ägs av Staten genom Naturvårdsverket.

## Beskrivning
Österby naturreservat har sitt namn efter samhället Österby. Marken hörde på 1800-talet till Stora Lundby gård. Reservatet består huvudsakligen av ett skogsområde med barrskog som är till största delen opåverkad av modernt skogsbruk. En övervägande del av reservatet ingår i nätverket Natura 2000. Genom reservatets östra del sträcker sig Sörmlandsleden.

## Syftet
Syftet med reservatet är att skydda ett naturskogsartat område med stor betydelse för den biologiska mångfalden, fram för all dess sällsynta flora av mossor, lavar och svampar.